# Косите на Вероника
Косите на Вероника (Coma Berenices) е едно от 88-те съвременни съзвездия. Намира се до съзвездието Лъв, към което принадлежи в миналото. Носи името на египетската царица Вероника, чийто съпруг, Птолемей III, води война със Селевкидите в т.нар. Трета сирийска война. Според легендата, Вероника отрязва косите си в знак на благодарност към Афродита, която закриля Птолемей, и ги полага в храма на богинята. На следващия ден обаче те изчезват и единственото обяснение, което астрономът Конон съумява да даде, е че те са изпратени на небето. Той посочва съзвездие в небето, което оттогава носи името Косите на Вероника.

## Обекти
- M53
- M64
- M85
- M91
- M99
- M100
- NGC 4565